# Nettleton (Wiltshire)
Nettleton – wieś w Anglii, w hrabstwie Wiltshire. Leży 58 km na północny zachód od miasta Salisbury i 148 km na zachód od Londynu. W 2001 miejscowość liczyła 597 mieszkańców.